# 政治的人生
《政治的人生》，是一本中共第十九届中央政治局常委、被誉为“中南海首席智囊”的王沪宁所做的日记，于1995年由上海人民出版社出版。这本日记，记录了王沪宁的个人生活、政治理论研究、书评与影视作品赏析，对世界与中国、社会问题的思考。

## 自序
对于一般读者会期待的官场政治生活解读，书中并未涉及。在自序中，王沪宁这样解释：「之所以起名为《政治的人生》，并非指一种政治的经历，而是说，作为一名政治学的学者，我的大部分时间均用来作我的专业学问了，以至这一学问占据了我绝大部分的生命。」

## 内容
在书中，读者可以一窥王沪宁的个人世界，和那个时代的社会思考。
工作做的很晚，王沪宁也要吃康师傅方便面充饥。收到日本神户大学访问邀请，要填一堆表格，细到“初中哪天毕业”的表格让他不然其烦痛批“表格主义”，最后“下定决心不去，受不了这个”。他玩大富翁游戏，买地、炒股，最后输了个精光。别人请他吃一只200块钱的螃蟹让他震惊，他想到了贫困的孩子，又思考物价和现实的缺乏逻辑。
政治理论方面，日记中王沪宁主张在中国这样的超大社会，在资源相对贫乏的情况下，应该集中力量推进现代化。而这个过程，需要统一的领导和协调的核心。而统一制定战略和调配力量，也将保证国家处于有利的国际地位，应对国际竞争，推动国家复兴。
书中记录，王沪宁的阅读和观影颇多，占据不少篇幅。既有法国《自然科学》杂志、《读书》杂志等期刊；也有《骚土》、《媾疫》、《天猎》、《帝京》等小说；还有《旧制度与大革命》《曾国藩》等。书中显示，王沪宁在一年间看了《京都纪事》、《异形1》、《往事》、《危險關係》、《浴室血案》、《因父之名》、《辛德勒的名单》等10多部中外影视作品。